# O Globo
O Globo (El Globo) es un diario brasileño fundado en 1925, con sede en Río de Janeiro.

## Historia
El diario fue fundado el 29 de julio de 1925 por el periodista Irineu Marinho, propietario del periódico vespertino A Noite, para intentar ampliar el público de este con un nuevo diario matutino. A la muerte de Irineu Marinho, pocas semanas después de la fundación del Grupo Globo, el control fue asumido por su hijo, Roberto Marinho. Con el éxito del diario Marinho acumuló un poder económico y político de tal magnitud que le permitió crear un conglomerado de medios de comunicación el cual agrupa, entre otros, una red de radio y televisión, además de la editorial Globo.
En 1986 le fue concedido el Premio Príncipe de Asturias de Comunicación y Humanidades por su considerable labor comunicativa en el ámbito de la prensa, la radio y la televisión en el mundo iberoamericano.
En cuestiones económicas, el periódico defiende los intereses de los empresarios.

## Controversias

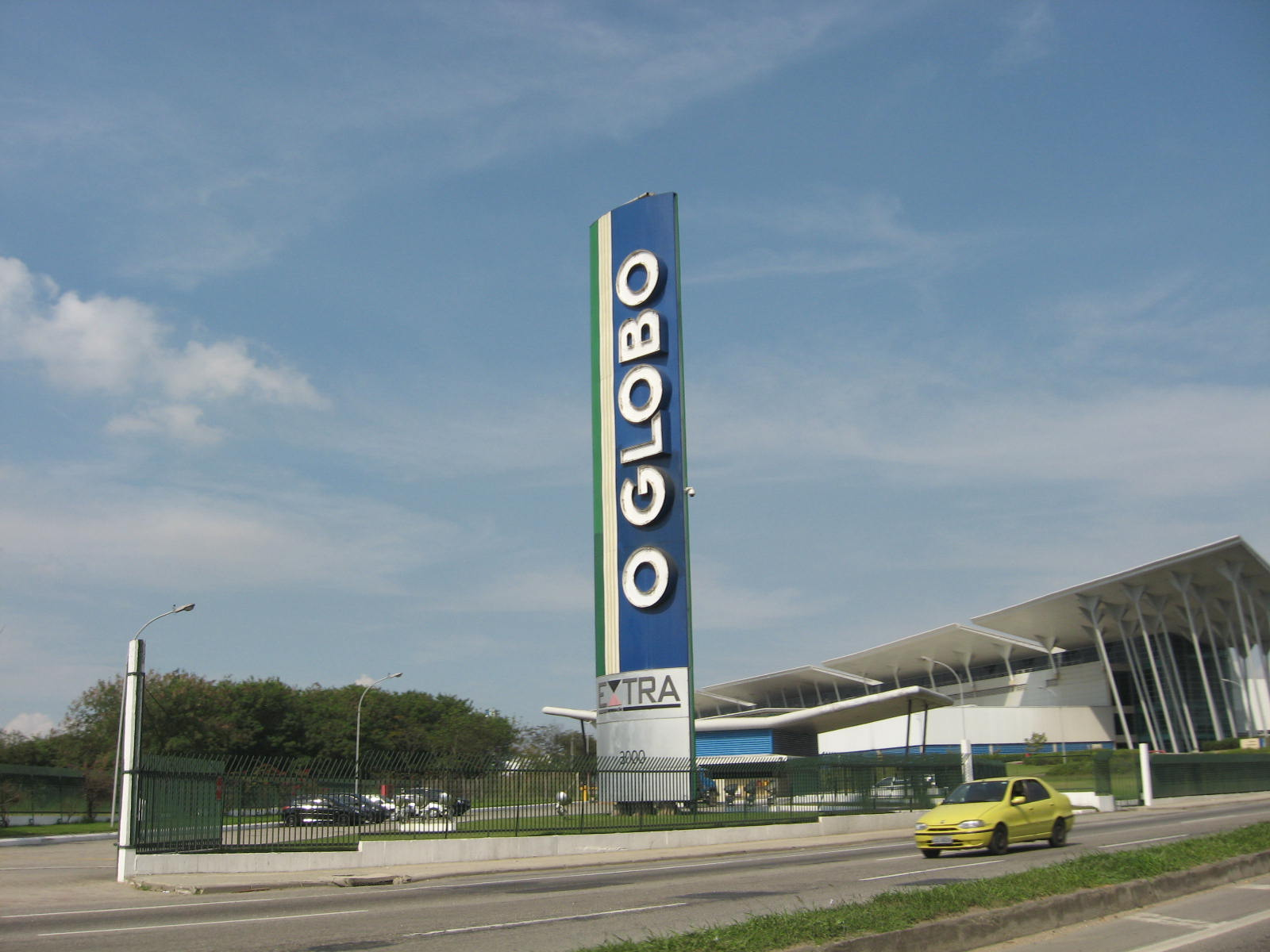
Centro de impresión de O Globo.

El periódico apoyó el golpe de Estado de 1964 y mantuvo estrechos lazos con todos los gobiernos militares que lo siguieron hasta el proceso de apertura política y el retorno de la Democracia. De hecho el dueño de O Globo, Roberto Marinho, publicó un artículo en su periódico, en 1984, declarando su apoyo al régimen militar y no sería sino en agosto de 2013 cuando el Grupo Globo reconoció públicamente dicho apoyo como "un error".
El año 2013 fue un año en el que el diario O Globo -así como otras empresas pertenecientes a las Organizaciones Globo- fue duramente criticado por diversos sectores de la sociedad civil brasileña debido al hecho de que la cobertura de las manifestaciones que llevaron a millones de personas a las calles fue, presuntamente, distorsionada al mostrar dicha publicación un gran despliegue de los daños causados en detrimento (y, en algunos casos, la omisión) de las discusiones del proceso político y las causas que provocaron dichos acontecimientos. Uno de los eventos más cuestionados hacia el diario ocurrió el 17 de octubre de 2013 cuando publicó, en primera página, la reseña de una detención masiva de decenas de ciudadanos en la vía pública en donde se utilizaron frases para describir a los detenidos como: "Crimen y castigo", "Participó y fue abaleado", entre otras, además de que fueron catalogados con la leyenda de "Vándalos" y en negrita en dicha portada.
En la edición del 14 de febrero de 2015 el diario publicó un artículo titulado: "Wikipedia: ordenador de Planalto cambia artículo referente a los musulmanes" e informó que la "Presidencia no hizo ningún comentario hasta el cierre de la edición" por lo que la Secretaría General de la Presidencia desmintió dicha información alegando que: "El diario publicó una información falsa. La IP que modificó el artículo "Musulmanes" en Wikipedia no es de la Presidencia, (...) si el periódico quería publicar la verdad debería, por lo menos, haber hecho una búsqueda en el portal Registro.br en la que habría confirmado que la IP no es ni siquiera de la Presidencia; (...) No es cierto que la Presidencia no hizo ningún comentario hasta el cierre de la edición. El intercambio de correos electrónicos entre el periódico, la Secretaría de Prensa de la Presidencia y el asesoramiento de la Secretaría General se inició a las 20h22 con la petición del reportero y finalizó a las 00h14 con la información final de que la IP no era ni siquiera de la Presidencia".